# Carl Th. Dreyer - Min metier
Carl Th. Dreyer - Min metier er en dansk portrætfilm fra 1995, der er instrueret af Torben Skjødt Jensen efter manuskript af ham selv og Prami Larsen.

## Handling
Filmen er min eneste store lidenskab har den danske instruktør engang udtalt. Carl Th. Dreyer (1889-1968) har med film som Jeanne d'Arcs lidelse og død, Vampyr, Vredens Dag, Ordet og Gertrud haft en enestående betydning for filmkunsten. I denne dokumentarfilm genser seerne en række scener fra Dreyers film og møder skuespillere og filmarbejdere, der har arbejdet sammen med ham. Filmens ledemotiv, Dreyers udsagn om sin metier som filmskaber - æstetikken, sproget, kompromisløsheden, er vævet ind i Torben Skjødt Jensens særegne, poetiske billedunivers.